# Seubtendorf
Seubtendorf ist ein Ortsteil der Stadt Tanna im Saale-Orla-Kreis in Thüringen.

## Geografie und Geologie
Seubtendorf liegt östlich der Bundesautobahn 9 (A9) in einem Talkessel und westlich der L3002.

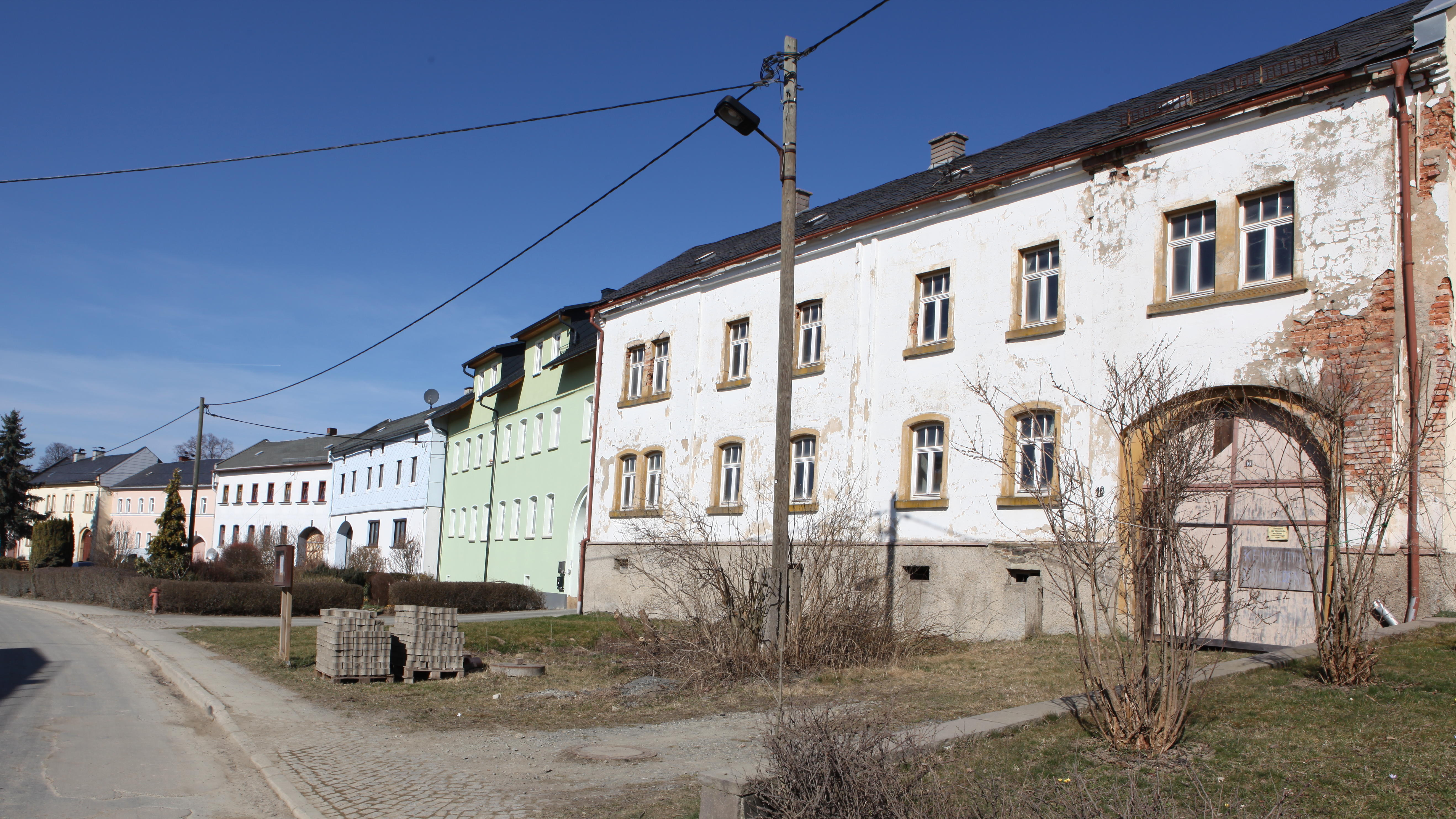
Obere Dorfstraße (2014)

Der Talkessel von Seubtendorf ist mit bewaldeten Höhenlagen bis zu 600 m umlagert. Nördlich führt die L3002 vom Nachbardorf Schilbach kommend vorbei, was sich günstig auf die Verkehrsanbindung auswirkt.

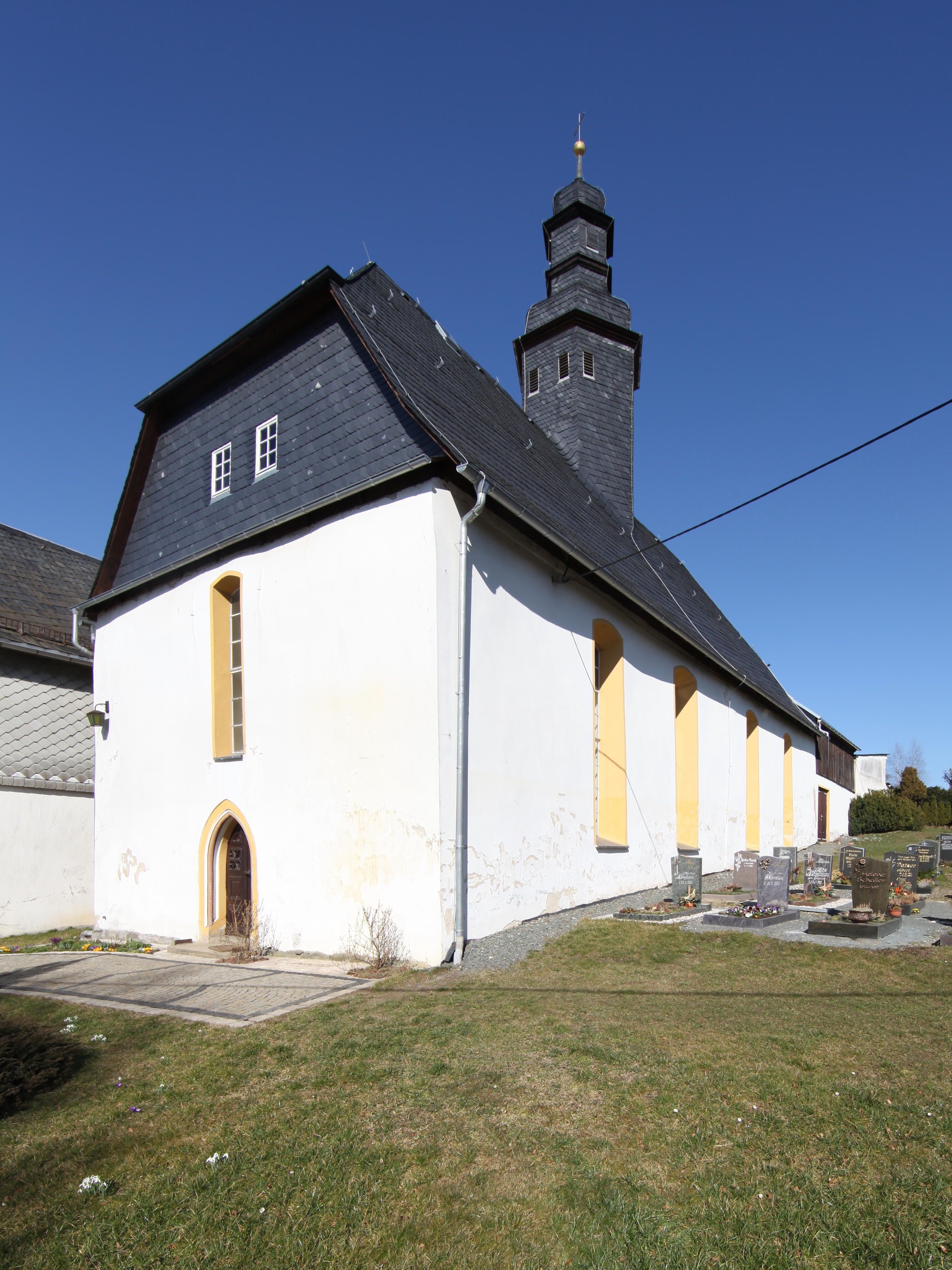
Dorfkirche Seubtendorf (2014)

Geologisch gesehen liegen die Flächen der Gemarkung im Südostthüringer Schiefergebirge. Östlich von Seubtendorf erstreckt sich der Rosenbühl als höchste Erhebung der Umgebung mit seinen ausgedehnten Waldflächen.

## Nachbarorte
Nachbarorte sind südlich Göttengrün und Blintendorf, südwestlich Langgrün, nördlich Schilbach und westlich durch die Bundesautobahn aber getrennt Künsdorf.

## Geschichte

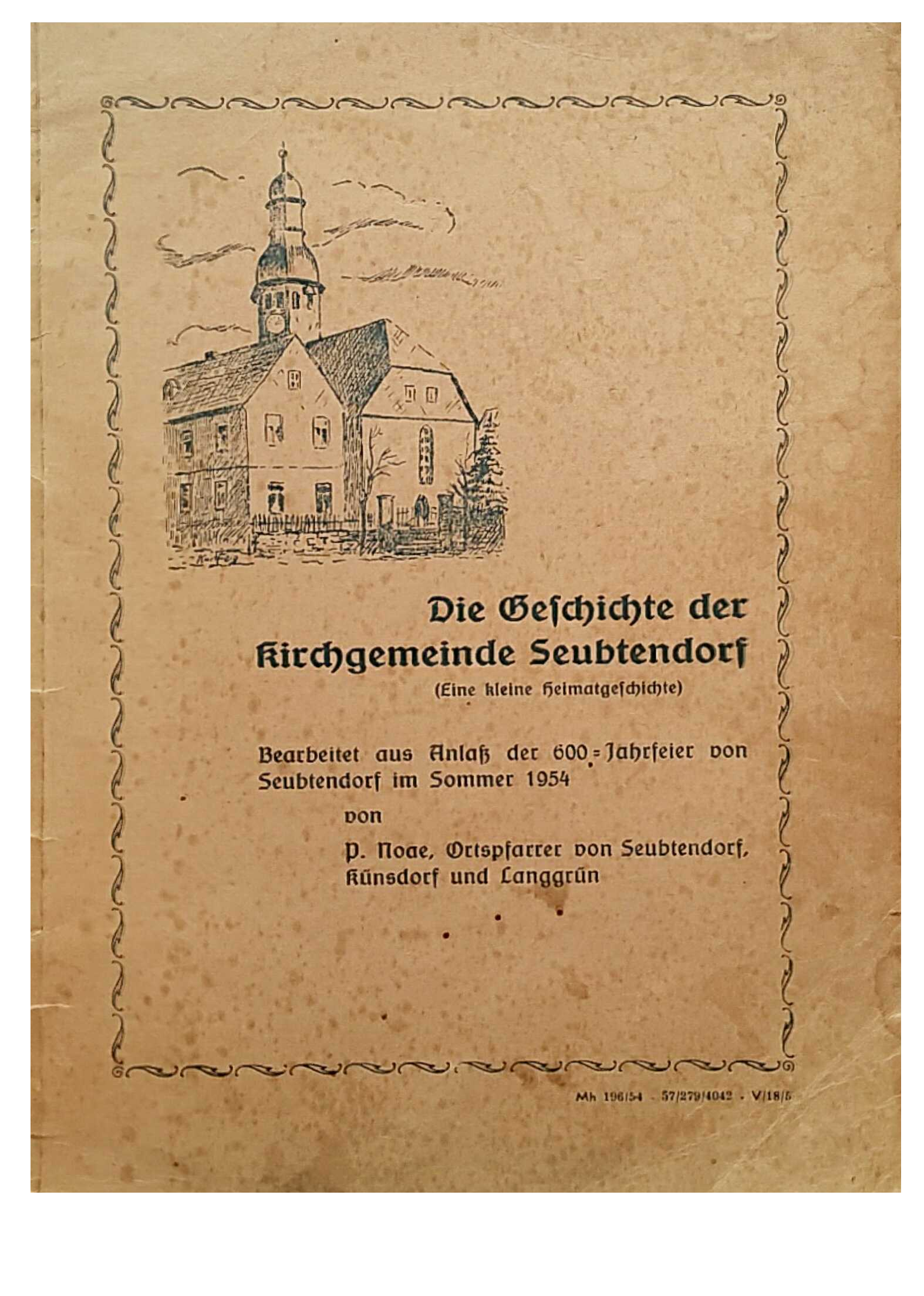
Schrift zur 600 Jahrfeier von Seubtendorf im Jahr 1952

Am 6. August 1354 wurde der Ort urkundlich erstmals erwähnt. Die Dorfkirche Seubtendorf
wurde im 13. Jahrhundert erbaut.
Am 9. Oktober 1806, 5 Tage vor der Schlacht bei Jena und Auerstedt, kam es zwischen 27 plündernden bayrischen Soldaten der französischen Truppen und Bauern von Seubtendorf, Langgrün, Künsdorf und Schilbach zur „Seubtendorfer Schlacht“. 15 Soldaten wurden erschlagen oder ersäuft, 11 gefangen, einer konnte entkommen. Am nächsten Tag kamen 1000 Bayrische Soldaten mit 2 Kanonen zur Bestrafung nach Langgrün und Seubtendorf. Langgrün löste sich mit Geld aus und wird geplündert, Seubtendorf wurde angezündet. 12 Häuser brannten ab. 1815 ging der Schilbacher Bauer Eckner nach Wien und trug die Sache dem Bayrischen König vor. Jeder der zwei beschädigten Dörfer erhielt 700 Taler Entschädigung. Der Anführer der bayrischen Truppen wurde bestraft.
Durch seine Lage in Ostthüringen gehörte Seubtendorf in der Vergangenheit zum Fürstentum Reuß jüngere Linie und damit zu Reuß-Schleiz und später zu Reuß-Gera, 1919 zum Volksstaat Reuß, zum Land Thüringen von 1920 bis 1952. Von 1952 bis 1990 gehörte Seubtendorf zum Bezirk Gera und seit 1990 zum wiedergegründeten Thüringen.
Am 1. Januar 1997 wurde Seubtendorf nach Tanna eingemeindet.

## Wirtschaft
Der einst ländlich gebaute Ort nimmt immer mehr die Gestalt einer Wohnsiedlung an. Es gibt aber auch einige gewerbliche Unternehmen, die das Dorf mitprägen. Bis zur Wende war die Wirtschaft durch die Entwicklung in Ostdeutschland landwirtschaftlich geprägt. Aus der LPG „Heimatscholle“ (gegründet im April 1960 auch mit politischem Druck)

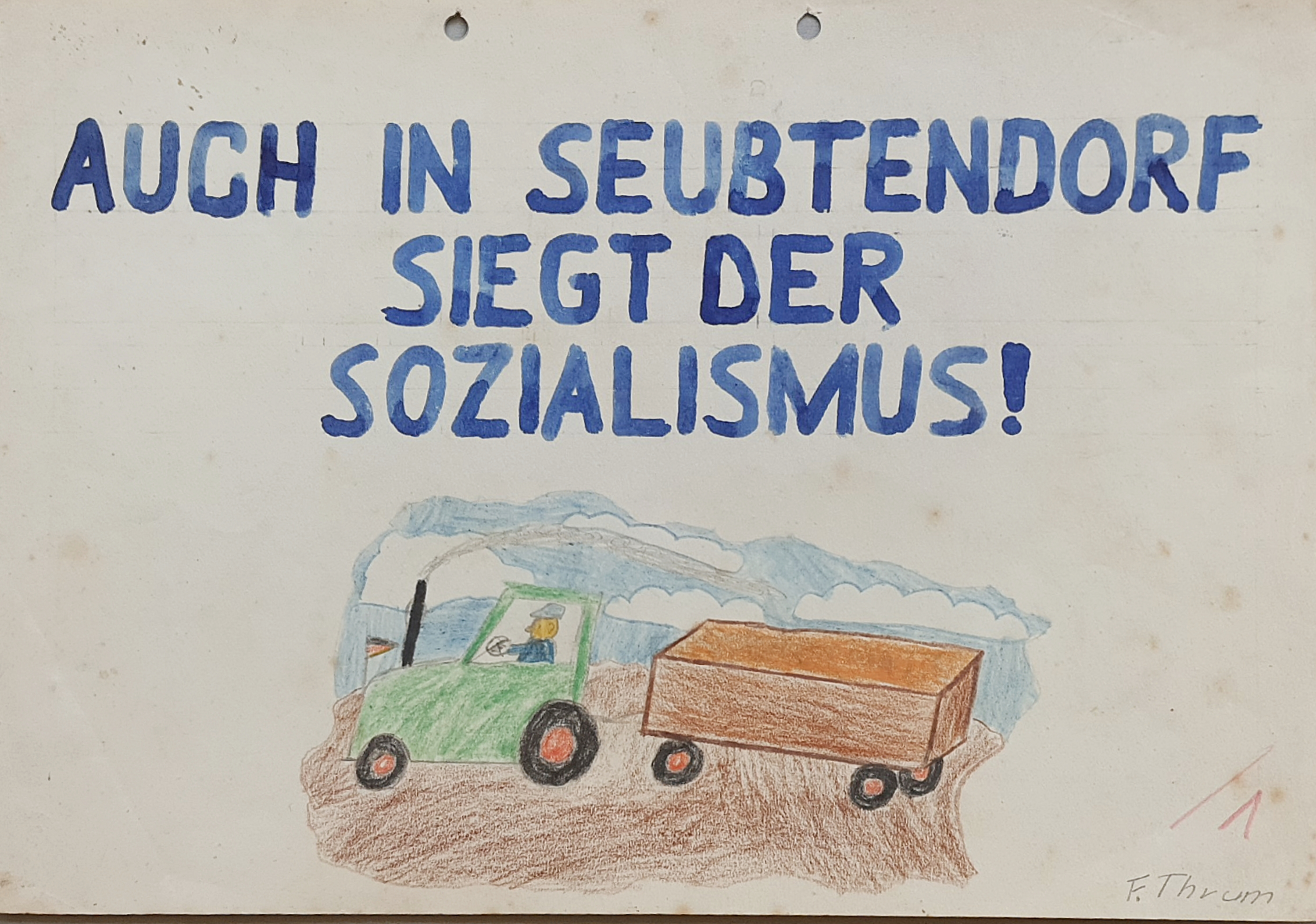
Zeichnung in der Grundschule Seubtendorf zum Thema LPG und Sozialismus. 1960 – Jahr der LPG Gründung

 wurde nach der Deutschen Wiedervereinigung die „Rinderhof Agrar GmbH Seubtendorf“.

## Persönlichkeiten
- Bruno Coder, Landwirt, Bürgermeister von Seubtendorf und Abgeordneter
- Ludwig Oldewage, 1904–1920 Missionar in Deutsch-Ostafrika und 1920–1948 Pfarrer in Seubtendorf